# Formel E 2016/2017
Formel E 2016/2017 var den tredje säsongen av formelbilsmästerskapet Formel E. Den första tävlingen kördes i Hongkong den 9 oktober 2016 och den sista i Montreal den 30 juli 2017. Lucas di Grassi vann förarmästerskapet och Renault E.DAMS vann teammästerskapet.

## Resultat
|    | ePrix               | Pole position    | Snabbaste varv   | Vinnande förare  | Vinnande team             |
| -- | ------------------- | ---------------- | ---------------- | ---------------- | ------------------------- |
| 1  | Hong Kong E-Prix    | Nelson Piquet Jr | Felix Rosenqvist | Sébastien Buemi  | Renault e.dams            |
| 2  | Marrakesh E-Prix    | Felix Rosenqvist | Loïc Duval       | Sébastien Buemi  | Renault e.dams            |
| 3  | Buenos Aires E-Prix | Lucas di Grassi  | Felix Rosenqvist | Sébastien Buemi  | Renault e.dams            |
| 4  | Mexico City E-Prix  | Oliver Turvey    | Sébastien Buemi  | Lucas di Grassi  | ABT Schaeffler Audi Sport |
| 5  | Monaco E-Prix       | Sébastien Buemi  | Sam Bird         | Sébastien Buemi  | Renault e.dams            |
| 6  | Paris E-Prix        | Sébastien Buemi  | Sam Bird         | Sébastien Buemi  | Renault e.dams            |
| 7  | Berlin E-Prix       | Lucas di Grassi  | Mitch Evans      | Felix Rosenqvist | Mahindra Racing           |
| 8  | Berlin E-Prix       | Felix Rosenqvist | Maro Engel       | Sébastien Buemi  | Renault e.dams            |
| 9  | New York E-Prix     | Alex Lynn        | Maro Engel       | Sam Bird         | Techeetah                 |
| 10 | New York E-Prix     | Sam Bird         | Daniel Abt       | Sam Bird         | Mahindra Racing           |
| 11 | Montreal E-Prix     | Lucas di Grassi  | Loïc Duval       | Lucas di Grassi  | ABT Schaeffler Audi Sport |
| 12 | Montreal E-Prix     | Felix Rosenqvist | Nicolas Prost    | Felix Rosenqvist | Mahindra Racing           |